# جرج رابرت کاروترس
 جرج رابرت کاروترس (انگلیسی: George Robert Carruthers؛ زاده ۱ اکتبر ۱۹۳۹) یک فیزیک‌دان اهل ایالات متحده آمریکا است.